# Kis-Kapela
A Kis-Kapela (horvátul: Mala Kapela) a Dinári-hegység egyik hegylánca Horvátország északnyugati részén. A Kapela-hegység délkeleti részét képezi. Hegycsúcsok sorozatából áll, amelyeket kelet-nyugati irányban egy hosszúkás hegylánc köt össze. A legmagasabb csúcs a Seliški vrh, 1279 méterrel a tengerszint felett. A hegységet szeli át az A1-es autópálya 5821 méter hosszú Mala Kapela-alagútja.

## Nevének eredete
A Kis- és a Nagy-Kapela a Plješivicával együtt egykor sűrű erdővel benőtt terület volt. Régi nevük Gvozd-hegység volt, ami az ószláv nyelvben erdőt jelent. Sokáig a Gvozd képezte a határt a régi Horvátország és Szlavónia között. Itt, a csendes és sűrű ősi fenyvesek, bükkösök és juharerdők között állt egy Szent Miklósnak szentelt kápolna, amelyről később a hely a Gluha Kapela nevet kapta (ez a név a haditanács 1655-ös jelentésében szerepel először). Ehhez hasonlóan valószínű, hogy a hegylánc a jelenlegi nevét is egy (valószínűleg pálos) kápolnáról kapta, mely a hegyszoros közelében állt. Egyébként a Kulpa, a Korana és a Glina folyók közötti hegyvidéket is Gvozdnak nevezték, majd az itt elesett Svačić Péter királyról később Petrova gorának, azaz Péter hegyének neveztek el. Egyébként a Gvozd név eredete is kétségeket ébreszt, mert egyesek úgy értelmezik, hogy az erdő ószláv nevéből származik, míg mások hajlamosabbak társítani a vashoz, amint azt a Kapela korábbi latin neve (Alpae ferrae) is jelzi.

## Leírása
Lika északi részén található. A nyugati Nagy-Kapelától a keleti Plitvicei-tavakig, valamint északon a Josipdolska, Plaščanska és Saborčanska völgyektől a déli Gackáig és Korbaváig húzódik. A Nagy-Kapelától a 887 méter magasságú Kapela-hágó választja el. A Kis-Kapela délnyugati és déli határai, a Lika felé eső határok meglehetősen határozatlanok. Több forrás adatai szerint nagyjából a Gacko polje - Vrhovinsko polje - Turjansko polje - Čanak - Krbavsko polje vonal mentén húzhatók meg. Bár meg kell jegyezni, hogy a terület a Vrhovine - Korenica vonaltól délre esik.
A Kis-Kapela jelentősebb hegycsúcsai a Seliški vrh (1279 m), a Vrh Kapela (1129 m), az Oštri vrh (1164 m), a Makovnik (1161 m), a Kameniti vrh (1191 m), a Velika Runjavica (1143 m), a Veliki Lisac (1142 m), a Veliki Javornik (1139 m), a Smrčevac (1127 m), a Razdolje (1106 m), a Cigelj (1252 m), a Veliki Javornik (1147 m), a Mala Gorica (1204 m)
a Krivi Javor (1163 m), a Rasovački ogradak (1200 m), a Lisina (1178 m), a Gradina (1150 m), a Panos (1206 m), a Sljeme (1243 m), a Šijanova kosa (1115 m), a Nikina Plasa (1254 m), a Metlica (1163 m) és a Mrsinj (1269 m).